# Mario Eduardo Dorsonville-Rodríguez
Mario Eduardo Dorsonville-Rodríguez (31 de outubro de 1960 - 19 de janeiro de 2024) foi um prelado  católico americano nascido na Colômbia, que serviu como bispo de Houma–Thibodaux de março de 2023 até sua morte.

## Biografia

### Juventude
Mario Eduardo Dorsonville-Rodríguez nasceu em 31 de outubro de 1960, em Bogotá, Colômbia, filho de Carlos Dorsonville e Leonor Rodríguez. Estudou para o sacerdócio no Seminário Teológico de Bogotá, onde recebeu o bacharelado em filosofia (1981) e teologia sagrada (1985). 

### Sacerdócio
Em 23 de novembro de 1985, Dorsonville foi ordenado sacerdote pelo Cardeal Mario Bravo para a Arquidiocese de Bogotá. Após sua ordenação, serviu como pároco associado na Paróquia Imaculado Coração de Maria em Bogotá até 1986, depois como capelão da Universidade Nacional da Colômbia até 1987. Nesse mesmo ano, foi nomeado pároco da Paróquia San José de Calasanz em Bogotá. Dorsonville recebeu as funções adicionais de capelão associado e professor de ética na Universidade Nacional. Concluiu a Licenciatura em Teologia Sagrada pela Pontifícia Universidade Javeriana de Bogotá em 1991. 
Em 1992, Dorsonville mudou-se para Washington D.C. para estudar na Universidade Católica da América. Enquanto estudava na Universidade Católica, ele serviu como pastor associado na Paróquia Good Shepherd em Alexandria, Virgínia, e na Paróquia Cristo Redentor em Sterling, Virgínia. Também lecionou no Banco Interamericano de Desenvolvimento em Washington e no Apostolado Hispânico de Arlington.
Dorsonville interrompeu seus estudos acadêmicos para retornar à Colômbia em 1995. Durante um ano, serviu como capelão e professor de ética empresarial na Universidade Nacional e professor de aconselhamento pastoral e catequese no Seminário Maior da arquidiocese. 
Em 1996, Dorsonville voltou para Washington para concluir seu doutorado em Ministério pela Universidade Católica da América. Ele foi designado em 1997 como pároco associado da Paróquia Nossa Senhora de Lourdes em Bethesda, Maryland. Decidindo viver permanentemente nos Estados Unidos, Dorsonville foi incardinado, ou transferido, em 1999, da Arquidiocese de Bogotá para a Arquidiocese de Washington.
Dorsonville foi transferido em 2004 para se tornar pastor assistente da Paróquia de São Marcos, o Evangelista, em Hyattsville, Maryland. Em 2005, foi nomeado vice-presidente de missão da Catholic Charities of Washington e diretor do Centro Católico Espanhol. Dorsonville concluiu um certificado executivo em gestão sem fins lucrativos na Universidade de Georgetown em Washington em 2009. Uma responsabilidade adicional foi acrescentada em 2011 com sua nomeação como diretor espiritual adjunto do Seminário São João Paulo II em Washington. Dorsonville também atuou no conselho de administração da Carroll Publishing Company (2000–2003), membro do conselho sacerdotal (2000–2015), mentor de padres recém-ordenados (2010–2011) e membro do colégio de consultores (2011–2015).

### Bispo Auxiliar de Washington
Em 20 de março de 2015, o Papa Francisco nomeou Dorsonville bispo titular de Kearney e bispo auxiliar da Arquidiocese de Washington. Sua consagração episcopal ocorreu em 20 de abril de 2015 na Catedral de São Mateus em Washington, D.C., pelo cardeal-arcebispo de Washington, Donald William Wuerl. Os co-consagradores foram o cardeal-arcebispo de Tegucigalpa, Óscar Rodríguez Maradiaga, SDB, e o arcebispo de Baltimore, William Edward Lori.
Em 29 de fevereiro de 2020, Dorsonville discursou em uma audiência sobre refugiados pelo Subcomitê de Imigração e Cidadania na Câmara dos Representantes dos EUA. Ele fez estas observações: 
Hoje estou aqui para fazer eco da mensagem do Santo Padre: reconhecer que devemos, em todos os momentos, mas particularmente neste momento de grande turbulência global, reconhecer os mais vulneráveis e acolhê-los na medida do possível.
Dorsonville divulgou um comunicado em 20 de agosto de 2021, apelando à administração Biden para abordar o influxo de refugiados criado pela tomada do Afeganistão pelo Talibã naquele mês. Em 29 de setembro de 2021, durante uma homilia, Dorsonville pediu aos paroquianos que se envolvessem ativamente na ajuda aos refugiados afegãos.

### Bispo de Houma – Thibodaux
Em 1º de fevereiro de 2023, o Papa Francisco o nomeou bispo de Houma–Thibodaux. Ele foi empossado em 29 de março de 2023. A diocese anunciou mais tarde que o Bispo Dorsonville havia morrido devido a complicações de uma doença desconhecida em 19 de janeiro de 2024. Ele tinha 63 anos.